# زمین‌خواری

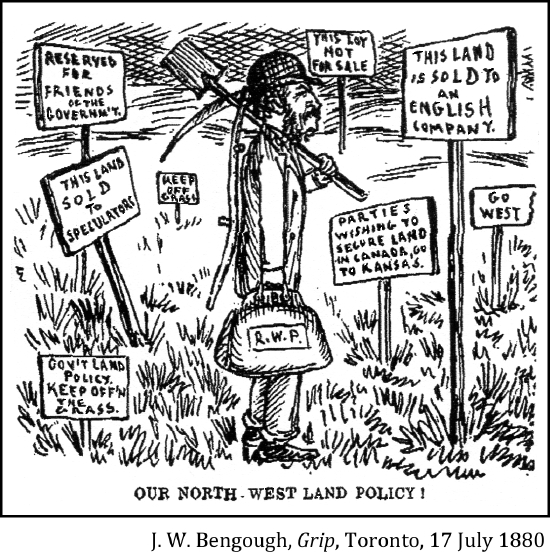
کارتون ۱۸۸۰ دربارهٔ گمانه زنی زمین در مناطق شمال غربی کانادا. یک شهرک نشین ("R.W.P." ؟) به مناطق شمال غربی نقل مکان می‌کند، اما علائم متعددی را پیدا می‌کند که به او می‌گوید زمینی برای او در دسترس نیست: "محصول برای دوستان دولت"، "این زمین به دلالان فروخته شد"، " خط مشی زمین دولتی: دور از چمن نگه دارید، «از چمن نگه دارید»، «این زمین برای فروش نیست»، «به غرب بروید»، «این زمین است به یک شرکت انگلیسی فروخته شد، و "طرفینی که مایلند زمین امن در کانادا، به کانزاس بروند".

زمین‌خواری یا غصب زمین (انگلیسی: Land grabbing) به فرایند خریداری یا اجاره قطعات بزرگ زمین توسط شرکت‌های خصوصی و چندملیتی، دولت‌ها و افراد اطلاق می‌شود، که با هدف استفاده در صنایع کشاورزی، تولید عمده محصولات غذایی یا تولید سوخت‌های زیستی انجام می‌گیرد. زمین‌خواری در طول تاریخ همواره از اهمیت ویژه‌ای برخوردار بوده، که در قرن بیست و یکم و به‌طور مشخص پس از سالهای ۲۰۰۷ و ۲۰۰۸ میلادی، به‌دنبال بروز بحران در قیمت جهانی غذا، در اختیار داشتن زمین در مقیاس گسترده نیز اهمیت بیشتری برای سرمایه‌گذاران این حوزه، پیدا کرده است.

## انواع تصاحب زمین
سرمایه گذاران را می‌توان به‌طور کلی به سه نوع تقسیم کرد: تجارت‌های کشاورزی، دولت‌ها و سرمایه گذاران. در این میان کشورهای حاشیه خلیج فارس در کنار شرکت‌های آسیای شرقی بسیار برجسته بوده‌اند. این بازیگران تحت تأثیر عوامل متعددی از جمله زمین ارزان، پتانسیل برای بهبود تولیدات کشاورزی و افزایش قیمت مواد غذایی و سوخت‌های زیستی برانگیخته شده‌اند.

### تصاحب زمین برای تولید غذا
سرمایه‌گذاری‌های مبتنی بر مواد غذایی، که تقریباً ۳۷ درصد از سرمایه‌گذاری روی زمین در سراسر جهان را شامل می‌شود، عمدتاً توسط دو مجموعه از بازیگران انجام می‌شود: تجارت‌های کشاورزی که تلاش می‌کنند دارایی‌های خود را گسترش دهند و به مشوق‌های بازار واکنش نشان دهند، و سرمایه‌گذاری‌های مورد حمایت دولت، به‌ویژه از سوی کشورهای خلیج‌فارس به دلیل ترس‌های پیرامون امنیت غذایی.
در حالی که سرمایه‌گذاری‌های شرکتها از طیف وسیعی از کشورها سرچشمه می‌گیرد، سرمایه‌گذاری‌های مورد حمایت دولت عمدتاً از کشورهای ناامن خلیج فارس سرچشمه می‌گیرد. نمونه‌هایی از چنین سرمایه‌گذاری‌های مورد حمایت دولت شامل تلاش دولت قطر برای ایمن‌سازی زمین در دلتای رودخانه تانا است. علاوه بر این، صندوق‌های ثروت دولتی که به عنوان بازوهای سرمایه‌گذاری دولت‌ها عمل می‌کنند، تعدادی توافقنامه را در جنوب صحرای آفریقا آغاز کرده‌اند. از آنجایی که قرار است جمعیت کشورهای خلیج فارس از ۳۰ میلیون نفر در سال ۲۰۰۰ به ۶۰ میلیون نفر در سال ۲۰۳۰ برسد، اتکای آنها به واردات مواد غذایی از سطح فعلی ۶۰ درصد مصرف افزایش می‌یابد. مدیر کل سازمان توسعه کشاورزی عربی با تأکید بر احساسات بسیاری از رهبران خلیج فارس اعلام کرد: «کل نیازهای جهان عرب به غلات، شکر، علوفه و سایر مواد غذایی ضروری را می‌توان به تنهایی از طریق سودان برآورده کرد».

### تصاحب زمین برای تولید سوخت زیستی
تولید سوخت زیستی در حال حاضر ۲۱ درصد از کل سرمایه‌گذاری‌های زمین را شامل می‌شود. استفاده و محبوبیت سوخت‌های زیستی در دهه گذشته افزایش یافته است که با افزایش قیمت نفت و افزایش آگاهی زیست‌محیطی مطابقت دارد. کل سطح زیر کشت محصولات سوخت زیستی بین سالهای ۲۰۰۴ و ۲۰۰۸ بیش از دو برابر شد و تا سال ۲۰۰۸ به ۳۶ میلیون هکتار افزایش یافت. این افزایش محبوبیت در دستورالعمل 2009/28/EC اتحادیه اروپا در آوریل ۲۰۰۹ به اوج رسید، که ۱۰ درصد اهداف اجباری را برای استفاده از انرژی‌های تجدیدپذیر (در درجه اول سوخت‌های زیستی) از کل مصرف سوخت برای حمل و نقل، تا سال ۲۰۲۰ تعیین کرد. در مجموع، افزایش محبوبیت سوخت‌های زیستی، اگرچه ممکن است برای محیط زیست مفید باشد، با تبدیل کردن تولید سوخت‌های زیستی به گزینه‌ای جذاب‌تر از تولید مواد غذایی ممکن است خطرات جبران ناپذیری ایجاد کند.